# HMS Kingston (1939)
HMS Kingston – brytyjski niszczyciel z okresu II wojny światowej, należący do typu K (J/K/N), w służbie Royal Navy w latach 1939–1942. Nosił znaki taktyczne F64, później G64. Służył głównie na Morzu Śródziemnym, gdzie został zatopiony przez lotnictwo na Malcie 11 kwietnia 1942.
HMS „Kingston” otrzymał za przebieg służby 7 wyróżnień bojowych (battle honours): Atlantyk 1939, Morze Północne 1939, Grecja 1941, Kreta 1941, Libia 1941, konwoje maltańskie 1941-1942, zatoka Syrta 1942.

## Budowa
Stępkę pod budowę okrętu położono 6 października 1937 w stoczni J. Samuel White w Cowes na wyspie Wight, kadłub wodowano 9 stycznia 1939. Okręt wszedł do służby w Royal Navy 14 września 1939. W tej samej stoczni budowano też równocześnie niszczyciel „Jersey” identycznego typu J.

## Służba

### Morze Północne 1939-1940
„Kingston” wszedł do służby brytyjskiej wkrótce po wybuchu II wojny światowej, w skład 10. Dywizjonu 5. Flotylli Niszczycieli dowodzonej przez kmdra Louisa Mountbattena, grupującej okręty typu K. Flotylla ta wchodziła w skład Floty Metropolii (Home Fleet) i bazowała początkowo w Scapa Flow. Przez pierwsze miesiące wojny razem z niszczycielami flotylli przeważnie osłaniał główne siły floty w wypadach na Morzu Północnym i w składzie „patrolu północnego”, patrolował tam i eskortował konwoje. 29 listopada 1939 wraz z niszczycielem HMS „Kashmir” zatopił niemiecki okręt podwodny U-35 na północny zachód od Bergen, biorąc do niewoli dowódcę i 11 marynarzy (dowódca „Kingston”, P. Somerville został w grudniu za skuteczne działania przeciw U-Bootom odznaczony Distinguished Service Order). W marcu i kwietniu 1940 okręt był remontowany w Falmouth. Zmieniono mu następnie znak taktyczny z F64 na G64.

### Morze Czerwone 1940-1941
14 maja 1940 „Kingston” z grupą niszczycieli (m.in. „Khartoum”, „Kimberley” i „Kandahar” z 5. Flotylli) został przeniesiony do Floty Śródziemnomorskiej, docierając 24 maja przez Maltę do Suezu. Z tymi niszczycielami utworzył 28. Dywizjon Niszczycieli, pełniący zadania eskortowe na Morzu Czerwonym, stacjonując głównie w Adenie. 11 czerwca patrolował u wybrzeży Somali Włoskiego z HMS „Khartoum” i krążownikiem HMAS „Hobart”, lecz bez kontaktu z jednostkami nieprzyjaciela.
23 czerwca rano „Kingston” wykrył, a następnie wziął udział w pojedynku na powierzchni z włoskim okrętem podwodnym „Torricelli” w cieśninie Bab al-Mandab, wraz z niszczycielami HMS „Khartoum”, „Kandahar” i slupem „Shoreham”, zakończonym zatopieniem „Torricelli” o 6:24. Ogień podczas starcia prowadził głównie „Kingston” („Khartoum” wkrótce po tym został utracony na skutek pożaru). 28 czerwca u wybrzeża Erytrei wraz z HMS „Kandahar” i krążownikiem „Leander” zniszczył wyrzucony na mieliznę włoski okręt podwodny „Macalle”. Pełnił następnie ponownie służbę eskortową na Morzu Czerwonym i Ocenie Indyjskim.
W drugiej połowie lutego 1941 brał udział w działaniach w celu zdobycia Massawy (wraz z krążownikami HMS „Shropshire”, „Ceres”, „Capetown”, lotniskowcem „Hermes” i niszczycielami „Kandahar”, „Kimberley”, „Griffin”). 16 marca brał udział w desancie w Berbera (operacja Appearance, wraz z krążownikami HMS „Glasgow” i „Caledon”, niszczycielem „Kandahar” i mniejszymi jednostkami).
3 kwietnia 1941 pod Port Sudan „Kingston” dobił włoskie wielkie niszczyciele „Pantera” i „Tigre”, uszkodzone przez samoloty brytyjskie lotniskowca HMS „Eagle” i osadzone na mieliźnie.

### Morze Śródziemne 1940-1941
17 kwietnia 1941 „Kingston” został przebazowany na Morze Śródziemne, do Aleksandrii (kilka dni po „Kandahar”), wchodząc w skład 28. Dywizjonu 14. Flotylli Niszczycieli. Brał tam udział w osłonie konwojów na Maltę i działań głównych sił floty, m.in. już 19/20 kwietnia wziął udział w operacji sił głównych osłaniającej rejs transportowca „Breckonshire” na Maltę (MD.2). W nocy 27/28 kwietnia z krążownikiem „Ajax” i niszczycielami „Kimberley” i „Havock” ewakuował żołnierzy alianckich z Raphina i Raphtis w Grecji, a 28/29 kwietnia z „Kimberley”, „Kandahar” i „Hero” ewakuował ok. 450 jugosłowiańskich żołnierzy z Kalamaty (operacja Demon).
W trzeciej dekadzie maja 1941 „Kingston” wziął aktywny udział w bitwie o Kretę. Początkowo działał w składzie zespołu Force C (z krążownikami HMS „Naiad”, HMAS „Perth” i niszczycielami HMS „Juno”, „Kandahar”, „Nubian”). 21 maja 1941 „Kingston” ratował rozbitków z zatopionego „Juno”. 22 maja z krążownikami i niszczycielami walczył z włoskim konwojem eskortowanym przez torpedowiec „Sagittario”, lecz zespół aliancki został odparty przez atak lotniczy. „Kingston” został lekko uszkodzony przez bliski wybuch bomby (1 zabity). Później tego dnia wraz z „Kandahar” ratował rozbitków z zatopionych przez lotnictwo niszczyciela HMS „Greyhound”, a następnie krążownika HMS „Fiji” (z którego uratował 339 ludzi).
Od 16 czerwca 1941 „Kingston” brał udział w kampanii syryjskiej przeciw kolonialnym rządom Francji Vichy i 23 czerwca wraz z krążownikami „Leander” i „Naiad” i niszczycielami „Jaguar” i „Nizam” wziął udział w nocnym starciu pod Bejrutem z francuskim wielkim niszczycielem „Guépard”, zakończonym jego lekkim uszkodzeniem. 27 czerwca 1941 bombardował wraz z „Naiad” i niszczycielami „Jervis” i „Hotspur” pozycje francuskie w Ad-Damur. 2, 5 i 6 lipca ponownie ostrzeliwał Ad-Damur, z innymi okrętami. W sierpniu, wrześniu i październiku działał pod oblężonym Tobrukiem, dowożąc tam w kilkunastu nocnych rejsach zaopatrzenie i żołnierzy (m.in. operacje Supercharge i Cultivate).
27 listopada 1941 wszedł w skład zespołu B operującego z Malty, z krążownikami HMS „Ajax” i „Neptune” i niszczycielem „Kimberley”. 5–8 grudnia wraz z „Kimberley” eskortował transportowiec „Breconshire” z Malty do Aleksandrii, po czym ponownie operował stamtąd. W dniach 28–29 grudnia eskortował konwój 4 pustych statków powracających z Malty (konwój ME-8), atakowany przez lotnictwo 28 grudnia. 16 stycznia 1942 w Aleksandrii „Kingston” miał kolizję z niszczycielem „Foxhound”, na skutek czego wymagał trzytygodniowego remontu rufy.
22 marca 1942 wziął udział w II bitwie pod Syrtą, podczas której został trafiony w siłownię pociskiem 381 mm pancernika „Littorio” (15 zabitych). Zdołał dotrzeć na Maltę, gdzie trafił do remontu, jednakże padł tam ofiarą niemieckich nalotów. 5 kwietnia został uszkodzony bliskim wybuchem bomby, a ponownie 8 kwietnia. 11 kwietnia został trafiony bombą w część dziobową i zaczął tonąć, po czym wprowadzono niszczyciel do doku nr 4. Jeszcze tego dnia, ok. 17.30 został trafiony bombą w śródokręcie, w okolice maszynowni, po czym przełamał się, przewrócił na lewą burtę i zatonął w doku. Na skutek nalotów zginęło 14 członków załogi (w tym dowódca Philip Somerville, 4 kwietnia na lądzie). Okręt został uznany za nie nadający się do remontu (Total Constructive Loss) i skreślony z listy floty.
Dopiero 21 stycznia 1943 po osuszeniu doku przystąpiono do usunięcia wraku. Po podzieleniu na dwie części, zostały one podniesione 5 kwietnia 1943 i w czerwcu zatopione na morzu przy północno-zachodnim wybrzeżu Malty, jako przeszkoda w celu utrudnienia dostępu dla włoskich kutrów torpedowych do zatoki St. Paul. W latach 50. wrak został pocięty na złom w miejscu zatopienia.
Dowódcy:
- 1939 – 4 kwietnia 1942: Lt Cdr/Cdr (kmdr ppor/kmdr por) Philip Somerville

## Dane techniczne

### Uzbrojenie
Uwaga – informacje dotyczące zmian uzbrojenia i wyposażenia odnoszą się ogólnie do okrętów typu K, szczegóły zmian co do „Kingston” nie są znane.
- 6 dział 120 mm QF Mk XII na podwójnych podstawach CP Mk XIX, osłoniętych maskami (3xII)
  - długość lufy: L/45 (45 kalibrów), donośność maksymalna 15.520 m, kąt podniesienia +40°, masa pocisku 22,7 kg
- 1 działo plot 102 mm QF Mk V na podstawie HA Mk III (w latach 1940–1941 zamiast aparatu torpedowego)
  - długość lufy: L/45, kąt podniesienia +80°, masa pocisku 14,06 kg
- 4 automatyczne armaty przeciwlotnicze 40 mm Vickers Mk VIII („pom-pom”) poczwórnie sprzężone na podstawie Mk VII (1xIV)
- 2-6 automatycznych działek plot 20 mm Oerlikon 20 mm (od 1941, ilość stopniowo wzrastała, 2xI do 6xI)
- 8 wkm plot 12,7 mm Vickers Mk III (2xIV) (do 1941)
- 10 wyrzutni torpedowych 533 mm w dwóch aparatach torpedowych PR Mk II (2xV), 10 torped Mk IX (pomiędzy 1940-1941 – 5 wyrzutni)
- 1 zrzutnia na 6 bomb i 2 miotacze bomb głębinowych (20 bomb głębinowych)

Wyposażenie
- hydrolokator Asdic
- system kierowania ogniem artylerii: dalocelownik (DCT) i główny dalmierz (na nadbudówce dziobowej)
- radar dozoru ogólnego Typ 286 (od 1941, na głównym maszcie)
- radar kierowania ogniem plot Typ 285 (od 1941, na stanowisku dalmierza)